# Shopaholic
Shopaholics (købemanikere) er personer, som shopper uden at tænke på konsekvenserne heraf. De bruger ofte flere penge end de har til rådighed, og de oplever glæde ved nye indkøb, specielt impulskøb. Købemani er et misbrug, der ligesom så mange andre former for misbrug, giver misbrugeren en rus. 